# Redemptoryści

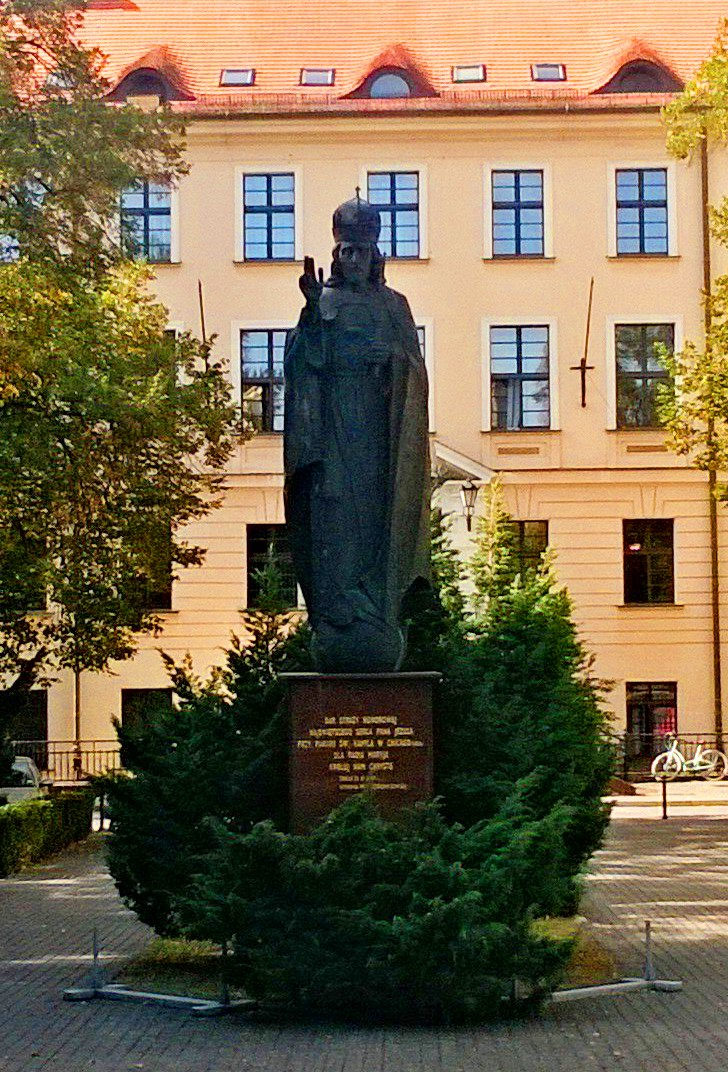
Budynek dawnego Niższego Seminarium Duchownego w Toruniu, obecnie Rektorat AKSIM

Zgromadzenie Najświętszego Odkupiciela (łac. Congregatio Sanctissimi Redemptoris, siglum: CSsR, pot. redemptoryści) – katolickie zgromadzenie zakonne założone przez świętego Alfonsa Marię Liguoriego 9 listopada 1732 roku. Głównym charyzmatem redemptorystów jest podążanie za przykładem Jezusa Chrystusa w ramach życia apostolskiego, które łączy równocześnie głębokie oddanie się Bogu oraz głoszenie Ewangelii, szczególnie ubogim oraz najbardziej opuszczonym. Ewangelizacja odbywa się szczególnie poprzez prowadzenie rekolekcji, misji ludowych oraz zaangażowanie w misyjną działalność Kościoła na całym świecie. Według danych z 2021 roku redemptoryści posługują w 82 krajach na sześciu kontynentach (Europa, Afryka, Azja, Ameryka Północna, Ameryka Południowa, Australia i Oceania).
Redemptoryści są szczególnie oddani Matce Bożej Nieustającej Pomocy i zostali mianowani przez papieża Piusa IX w 1865 r. kustoszami i misjonarzami ikony o tym tytule, która jest przechowywana w kościele redemptorystów pw. św. Alfonsa Marii Liguori w Rzymie.
Zgromadzenie Najświętszego Odkupiciela dało Kościołowi 4 świętych, 21 błogosławionych, 5 kardynałów, 27 arcybiskupów i 119 biskupów.

## Historia Zgromadzenia Najświętszego Odkupiciela
W 1725 r. św. Alfons Maria Liguori jako kleryk zapisuje się do Stowarzyszenia Misji Apostolskich. Wraz z innymi kapłanami podejmuje okresowo misje w różnych wioskach Królestwa Neapolitańskiego, gdzie spotyka ludzi biednych i opuszczonych. Zmęczony nadmierną pracą apostolską, w maju 1730 roku, wraz z kilkoma przyjaciółmi kapłanami postanawia spędzić pewien czas w pustelni S. Maria dei Monti w pobliżu Scala nad zatoką amalfitańską, aby móc trochę odpocząć. Tam spotyka pasterzy i ubogi lud, pozostawiony bez opieki duszpasterskiej, pozbawiony Słowa Bożego i sakramentów. To doświadczenie spotkania z ubogimi oraz wcześniejsze doświadczenie nędzy duchowej ludzi w szpitalu dla nieuleczalnie chorych, którym posługiwał jeszcze jako prawnik, a także organizowane wcześniej kaplice wieczorne pomagają mu zrozumieć, iż zupełne opuszczenie, w jakim pozostawał ów prosty lud, nie pozwala na poświęcenie mu tylko sporadycznej misji, ale wymaga stałej obecności Kościoła, która pozwoliłaby temu ludowi poznać miłość Boga i Jego Słowo.
9 listopada 1732 roku św. Alfons Maria Liguori zakłada w Scala koło Neapolu Zgromadzenie Najświętszego Odkupiciela, zwane popularnie redemptorystami, którego celem jest iść za przykładem Jezusa Chrystusa i głosić Dobrą Nowinę ubogim oraz najbardziej opuszczonym. Od tego momentu całkowicie poświęca się swojej nowej misji i angażuje w tym celu wszystkie swoje zdolności. Mottem Zgromadzenia czyni słowa: „Copiosa apud Eum redemptio” (Obfite u Niego odkupienie). Św. Alfons opracował w tym samym roku specjalny schemat misji ludowych. Zgromadzenie otrzymało w 1749 zatwierdzenie papieskie od Benedykta XIV. Nowa wspólnota w samym Neapolu, szybko się rozwijała. Kolejne klasztory powstawały w Królestwie Neapolitańskim i Państwie Kościelnym.
W 1787 redemptoryści pojawili się w Rzeczypospolitej Obojga Narodów. Pierwsze placówki zakładał Klemens Maria Hofbauer. Od swojego głównego klasztoru w Warszawie przy kościele św. Benona redemptoryści na ziemiach polskich zwani byli wówczas benonitami.
Gdy po raz pierwszy redemptoryści otworzyli kościół, mówili do pustych ławek. Kilka lat zajęło zdobycie zaufania warszawiaków.
Gdy jezuici ulegli kasacie, benonici nazywani byli przez władzę krypto-jezuitami. W 1808 pod zarzutem szerzenia fanatyzmu i działalności wywrotowej, a dokładnie sprzyjanie Austrii, na mocy dekretu księcia warszawskiego Fryderyka Augusta zostali wydaleni z Księstwa Warszawskiego do twierdzy w Kostrzynie na terenie Prus, ówcześnie okupowanych przez wojska napoleońskie.
Na ziemie polskie powrócili na przełomie XIX i  XX wieku przez Sługę Bożego o. Bernarda Łubieńskiego.  W 1902 roku rozpoczęto budowę klasztoru, a w 1903 kościoła Matki Boskiej Nieustającej Pomocy w Podgórzu. 7 września 1903 roku dziewięciu kleryków rozpoczęło rok akademicki, inaugurując tym samym polskie studia filozoficzno-teologiczne Zgromadzenia Najświętszego Odkupiciela. Domem studiów i nowicjatu stał się klasztor w Mościskach. Tam też 13 września 1903 roku odczytano dekrety nominacyjne dla prefekta kleryków i profesorów. Była to pierwsza placówka redemptorystów po ich ponownym sprowadzeniu do Polski, którą utracili w kwietniu 2012 wraz ze śmiercią ostatniego posługującego tam zakonnika, o. Władysława Ziobera.
W tak zwanej Wiceprowincji Polskiej Redemptorystów istniały wówczas dwa studentaty: w Tuchowie i Mościskach, które w 1906 zostały przeniesione do Maksymówki. Od 1975 roku Domem nowicjackim jest klasztor w Lubaszowej k. Tuchowa.
W 1909 roku powstała Prowincja Warszawska zakonu. Składały się na nią 4 klasztory: w Mościskach, Tuchowie, Krakowie i Maksymówce oraz hospicjum w Warszawie. Obecnie Prowincja Warszawska skupia 21 klasztorów. Należą do niej także współbracia pracujący na terenach byłego ZSRR: w Grodnie, Porzeczu, Repli, Wołpie, Ejsmontach i Brzostowicy na Białorusi, w Truskawcu i Mościskach na Ukrainie, w Orenburgu i Kemerowie w Rosji oraz w Pietropawłowsku i Uralsku w Kazachstanie. Polscy redemptoryści prowadzą seminarium w Tuchowie, które od roku akademickiego 2022/2023 funkcjonuje, jako filia Instytutu Teologicznego Księży Misjonarzy, mieszczącego się w Krakowie przy ul. Stradomskiej i afiliowanego do Uniwersytetu Papieskiego Jana Pawła II. Od tego momentu tuchowskie seminarium posiada pełnię praw uniwersyteckich.

Zgromadzenie działa poza obrządkiem rzymskokatolickim także w obrządku greckokatolickim i rytach syromalabarskim, bizantyjskim i koptyjskim. Przed Soborem Watykańskim II należeli do grona najsurowszych zakonów i zgromadzeń czynnych. Przebywając w domu zakonnym, prowadzili niemalże tak surowe życie, jak kartuzi. Dzisiaj stanowią jedno z największych zgromadzeń zakonnych w Polsce. Obecnym prowincjałem jest o. Dariusz Paszyński. Do najbardziej znanych dzieł zakonu w Polsce należy Radio Maryja, założone przez o. Tadeusza Rydzyka. Redemptoryści współtworzą także TV Trwam i Wyższą Szkołę Kultury Społecznej i Medialnej. Mają także własne wydawnictwo „Homo Dei”. Istnieje ono od 31 marca 1993. Specjalizuje się w szeroko rozumianej literaturze religijnej, kierując ją do szerokiego grona odbiorców ze szczególnym uwzględnieniem duchowieństwa.

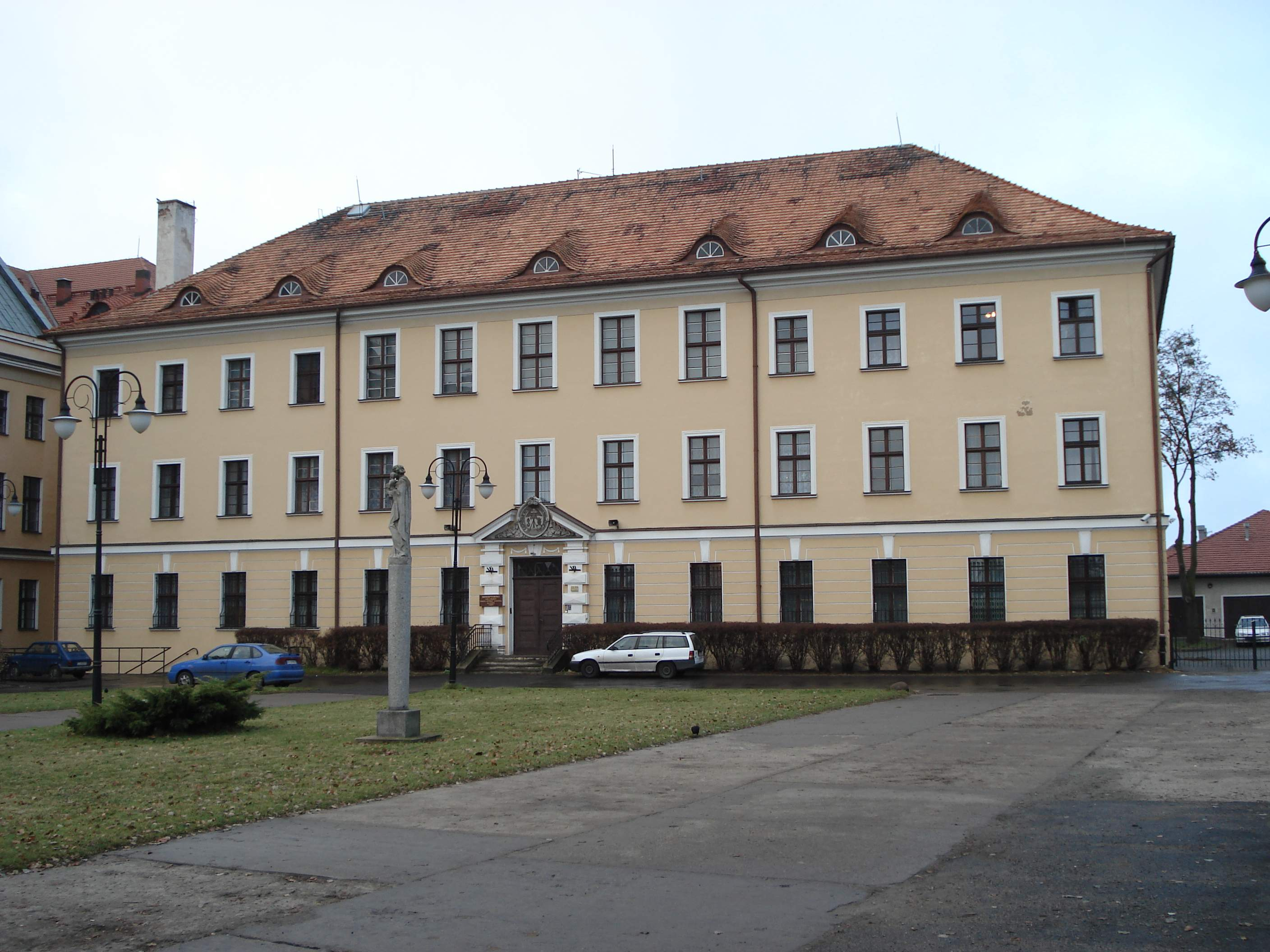
Dom zakonny redemptorystów na Bielanach w Toruniu

W 1988 roku w ramach sprzeciwu wobec posoborowych reform, należący do zgromadzenia o. Michael Maria Sim założył Redemptorystów Zaalpejskich. W 2012 r. zgromadzenie uregulowało swoją sytuację kanoniczną, a uprzednio na żądanie redemptorystów zmieniło swoją oficjalną nazwę na „Synowie Najświętszego Odkupiciela” (FSsR). Członkowie nowego zakonu niezmiennie odnoszą się do tradycyjnej reguły św. Alfonsa, który pozostaje ich patronem, jak również do tradycyjnego ducha zgromadzenia redemptorystów, celebrując przy tym Mszę w klasycznym rycie rzymskim.
W Polsce redemptoryści prowadzą wiele domów, parafii i kościołów filialnych: w Bielsku-Białej, Gliwicach, Bardzie, we Wrocławiu, w Głogowie, Szczecinie, Gdyni, Szczecinku, Elblągu, Braniewie, Toruniu (dwa domy zakonne), Warszawie, Lublinie, Zamościu, Skarżysku-Kamiennej, Krakowie, Tuchowie, Lubaszowej, Łomnicy-Zdroju, Piotrkowie Trybunalskim, Łodzi i w Poznaniu. Zgromadzenie posiada także kilka domów rekolekcyjnych i kaplic: w Lubaszowej, Łomnicy-Zdroju, Brzegach, Rowach i Kościelisku.
Zakon prowadzi m.in. rekolekcje parafialne, rodzinne, powołaniowe, dla osób duchownych, dla osób zakonnych, rekolekcje zamknięte w domach rekolekcyjnych. Zgromadzenie prowadzi misje w wielu krajach świata, m.in. w Rosji, Kazachstanie, na Białorusi, Litwie, Ukrainie, w Niemczech, Czechach, Austrii, Brazylii, Kolumbii, Wietnamie, Singapurze, na Wyspach Kanaryjskich, Wyspach Karaibskich, Filipinach, w Kamerunie, a także w niewielkich rejonach USA i Kanady.

### Habit
Habit redemptorystów to sutanna oparta na wzorze używanym w XVII i XVIII w. przez księży diecezjalnych i niektóre zakony. Jest to czarny strój z koloratką lnianą lub wykonaną z tworzywa sztucznego, nakładaną na kołnierz, pas, przypominający o chrześcijańskiej ascezie i różaniec, który odzwierciedla miłość do Matki Boga. W krajach afrykańskich używany jest biały habit.

### Charyzmat i reguła życia
Redemptoryści starają się wprowadzić w czyn polecenie Jezusa Chrystusa „Miłujcie się wzajemnie, jak Ja was umiłowałem” (J 15,12). Głównym celem zgromadzenia jest głoszenie Obfitego Odkupienia wszystkim ludziom, szczególnie biednym i ubogim, nie tyle materialnie, co duchowo. Ich posługa wyraża się poprzez prowadzenie misji parafialnych i zagranicznych, rekolekcji, parafii oraz pracę w charakterze kapelanów szpitali i ośrodków opieki zdrowotnej. Redemptoryści uczą katechezy: w krajach, w których jest to możliwe – w szkołach, a w innych przy domach zakonnych.

### Struktura Zgromadzenia
Generał Zgromadzenia sprawujący zwierzchnictwo nad całą wspólnotą redemptorystów wybierany jest przez delegatów uczestniczących w kapitule generalnej w głosowaniu na sześcioletnią kadencję, którą po ponownym wyborze może sprawować przez kolejne sześć lat. Prowincjałowie wybierani są w głosowaniu podczas kapituły prowincjalnej na czteroletnią kadencję, którą można sprawować po ponownym wyborze przez kolejne cztery lata. Na taki sam okres mianowani są przez prowincjała inni przełożeni, poza proboszczami.
Kapłani redemptoryści, jak to jest w większości zgromadzeń i zakonów, nie przyjmują godności, takich, jak: kanonik, dziekan, prałat, czy infułat. Hierarchami kościelnymi (biskupami i kardynałami) mogą być mianowani przez papieża wyłącznie na terytorium misyjnym poza granicami kraju, z którego pochodzą. Niezmiernie rzadko zdarzają się wyjątki od tej reguły.
W zgromadzeniu władzę zwalniania ze ślubów czasowych ma Rada Prowincjalna na czele z Prowincjałem. Po nowicjacie, składa się pierwsze śluby zakonne, które co roku się ponawia, aż do ślubów wieczystych. Z obowiązku przestrzegania złożonych ślubów wieczystych zwolnić może tylko papież pod niezwykle restrykcyjnymi warunkami zawartymi w Kodeksie Prawa Kanonicznego (np. przysięga pod przymusem, zatajenie małżeństwa, wystąpienie choroby umysłowej). Istnieje możliwość inkardynacji księdza (ojca) redemptorysty do diecezji przez Ojca Świętego, co jednak nie zwalnia go z obowiązku przestrzegania ślubów, lecz wtedy w sprawach jurysdykcyjnych podlega pod biskupa miejsca, a nie jak dotąd pod prowincjała zgromadzenia. Może się to stać tylko i wyłącznie wtedy, gdy u duchownego występują mocne symptomy niezdolności do życia we wspólnocie zakonnej lub długotrwałe przebywanie poza nią.

## Matka Boża Nieustającej Pomocy

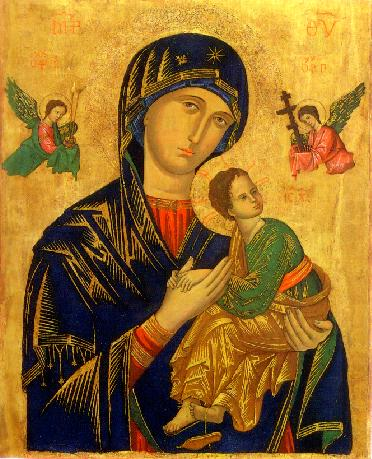
Matka Boża Nieustającej Pomocy

Oryginalny wizerunek Matki Bożej Nieustającej Pomocy został namalowany na desce o wymiarach 54 × 41,5 cm. Powstał on, jak twierdzą niektórzy historycy sztuki, w Bizancjum, inni uważają natomiast, że obraz powstał na świętej górze Athos. Dawne zapisy mówią, że dzieło przewiózł na statku do Europy bogaty kupiec i w czasie burzy, kiedy statek tonął, wyciągnął go ze skrzyni i ukazał podróżującym z nim, z zaleceniem szczególnej modlitwy o uratowanie. Dzięki modlitwie za wstawiennictwem Matki Bożej Nieustającej Pomocy wyszli cało z opresji i niebezpieczeństwa.
Po latach redemptorysta Michał Marchi odnalazł ikonę i zaczął zabiegać, aby trafiła do kościoła redemptorystów w Rzymie. Stało się tak dzięki dekretowi Ojca Świętego Piusa IX, który został wydany 26 kwietnia 1866. Natomiast 23 czerwca 1867 dziekan Kapituły Watykańskiej uroczyście koronował Ikonę Matki Bożej Nieustającej Pomocy, potwierdzając tym samym kult Matki Bożej w tym wizerunku i otrzymywane za jej pośrednictwem łaski. Od tego momentu kult Matki Nieustającej Pomocy zaczął prężnie się rozwijać i rozprzestrzenił się po całym świecie.
Kopie ikony znajdują się w niemal każdym kościele prowadzonym przez ojców redemptorystów oraz wielu świątyniach, gdzie prowadzili oni misje ludowe. To właśnie oni stworzyli znaną na całym świecie Nowennę do Matki Bożej Nieustającej Pomocy.

## Formacja w Polsce
Etapy formacji redemptorystów:
1. Postulat – trwa jeden rok i mieści się w Tuchowie (od 2023 r.). Postulanci nie noszą jeszcze habitu i nie składają ślubów zakonnych. Poprzez studium, modlitwę i różne zajęcia poznają charyzmat i duchowość redemptorystowską, wprowadzani są w życie we wspólnocie zakonnej i rozeznają swoje powołanie.
2. Nowicjat – trwa jeden rok w Lubaszowej i jest szczególnym czasem przebytym głównie na modlitwie, w znacznym ograniczeniu kontaktów z ludźmi. Rok ten kończy się złożeniem ślubów czystości, ubóstwa i posłuszeństwa, podczas których otrzymuje się habit zakonny wraz z różańcem.
Obydwa etapy obowiązkowe są zarówno dla kandydatów na braci, jak i ojców. Ci, którzy chcą zostać ojcami redemptorystami, muszą odbyć jeszcze 6 lata studiów teologicznych w Krakowie. Natomiast kandydaci na braci zakonnych muszą przeżyć jeszcze pięć lat junioratu, gdzie poprzez modlitwę, naukę i spełnianie różnych posług domowych przygotowują się do ślubów wieczystych. Chcący zostać braćmi zakonnymi, mogą pewien etap formacji odbywać w innej placówce poza Krakowem.

## Niektórzy biskupi i kardynałowie wywodzący się ze Zgromadzenia Redemptorystów
- Kardynał Julio Terrazas Sandoval – arcybiskup Santa Cruz de la Sierra;
- Kardynał Joseph William Tobin – arcybiskup metropolita Newark;
- Arcybiskup Ihor Woźniak – arcybiskup lwowski Ukraińskiej Cerkwi Greckokatolickiej;
- Biskup Józef Słaby – misjonarz, biskup prałatury terytorialnej w Esquel w Argentynie;
- Biskup Czesław Stanula – misjonarz, ordynariusz diecezji Itabuna w Brazylii;
- Biskup Milan Chautur – władyka słowackiej cerkwi greckokatolickiej, biskup eparchii w Koszycach, tytularny biskup Cresimy;
- Biskup Róbert Bezák – emerytowany arcybiskup trnawski;
- Biskup Marek Piątek – biskup prałatury terytorialnej Coari w Amazonii;
- Biskup Paul Bird – biskup Ballarat;
- Biskup Antonio De Luca – biskup Teggiano-Policastro;
- Biskup Jarosław Pryriz -biskup eparchii samborsko-drohobyckiej Ukraińskiego Kościoła Greckokatolickiego;
- Biskup Bogdan Dziurach – biskup pomocniczy archieparchii kijowskiej;
- Biskup John Pazak – biskup eparchii w Toronto, zwierzchnik Kościoła bizantyjsko-słowackiego w Ameryce Północnej;
- biskup Michael Bzdel – biskup greckokatolicki, emerytowany arcybiskup Winnipeg;
- biskup Gérard Pettipas – arcybiskup Grouard-McLennan;
- biskup Baszszar Warda – biskup chaldejski, arcybiskup Iribilu;
- biskup Michael Wiwchar – biskup greckokatolicki, eparcha Saskatoon
- biskup Mychajło Bubnij – biskup greckokatolicki, egzarcha Odessy